# ویرجین مدیا
ویرجین مدیا (انگلیسی: Virgin Media) یک شرکت ارائه‌کننده خدمات تلفن ثابت، تلفن همراه، اینترنت و تلویزیون کابلی فیبرنوری در بریتانیا می‌باشد.
این شرکت در تاریخ ۶ مارس ۲۰۰۶ در شهرستان همپشر در بریتانیا تأسیس شده‌است.